# Nhà thờ Hồi giáo Umayyad
Nhà thờ Hồi giáo Umayyad hay Giáo đường Umayyad (tiếng Ả Rập: الجامع الأموي) còn được gọi là Đại giáo đường Damascus (tiếng Ả Rập: جامع بني أمية الكبير, La Mã hóa: Ğāmi' Banī 'Umayya al-Kabīr) là một nhà thờ Hồi giáo nằm ở thành phố cổ Damascus, là một trong những nhà thờ Hồi giáo lớn nhất và lâu đời nhất trên thế giới.
Sau cuộc chinh phục Damascus của người Hồi giáo vào năm 634, nhà thờ Hồi giáo được xây dựng trên địa điểm của một nhà thờ Kitô giáo dành riêng cho Thánh Gioan Baotixita (Yaḥyā ibn Zakarīyā), được tôn vinh như một nhà tiên tri của cả Kitô hữu và Hồi giáo.  Một truyền thuyết có niên đại từ thế kỷ thứ 6 cho rằng, tòa nhà là nơi lưu giữ đầu của Gioan Baotixita. Nhà thờ cũng được người Hồi giáo tin là nơi chúa Giê-su (Isa) sẽ trở lại vào ngày tận thế. Lăng mộ Saladin đứng trong một khu vườn nhỏ liền kề bức tường phía bắc của nhà thờ Hồi giáo.